# 윌리엄 와일러
윌리엄 와일러(영어: William Wyler, 출생명은 윌리 와일러, 영어: Willi Wyler, 1902년 7월 1일 ~ 1981년 7월 27일)은 스위스-독일 태생 미국의 영화 감독, 영화 프로듀서이다.

## 약력
독일 제국 뮐루즈(현재의 프랑스 뮐루즈)태생으로, 로잔과 파리에서 교육을 받고 18살 때 미국으로 건너갔다. 유니버셜사의 선전부에 들어가 조감독을 거쳐 1926년 《전우를 위해서》를 감독하였다. 오락성과 예술성을 통합하여, 정통적이고 격조높은 연출로 알려져 있는 할리우드 양심파이다.
주요 작품으로는 《사막의 생령(生靈)》, 《폭풍의 언덕》, 《우리 생애 최고의 해》, 《사랑아 나는 통곡한다》, 《형사 이야기》, 《로마의 휴일》, 《필사의 도망자》, 《위대한 서부》, 《벤허》, 《수집가》 등이 있다.

## 작품 목록
- 공작 부인 (1936)
- 출입 금지 (1937)
- 제저벨 (1938)
- 폭풍의 언덕 (1939)
- 서부의 사나이 (1940)
- 편지 (1940)
- 작은 여우들 (1941)
- 미니버 부인 (1942)
- 우리 생애 최고의 해 (1946)
- 사랑아 나는 통곡한다 (1949)
- 형사 이야기 (1951)
- 캐리 (1952)
- 로마의 휴일 (1953)
- 필사의 도망자 (1955)
- 우정있는 설복 (1956)
- 빅 컨츄리 (1958)
- 벤허 (1959)
- 아이들의 시간 (1961)
- 백만달러의 사랑 (1966)
- 화니 걸 (1968)

이 외에 도둑 맞은 목장(1926년), 단단한 주먹(1927년), 러브 트랩(1929년), 첫 항해(1933년), 명량한 사기(1935년), 이 세 사람(1936년), 바르바리 해안(1946년), 사랑아 나는 통곡한다(1949년), 빅 컨츄리(1958년), 수집가(1965년) 등 총 39편이 있다.

## 수상
- 제15회 미국 아카데미상 감독상
- 제19회 미국 아카데미상 감독상
- 제10회 칸 영화제 황금종려상
- 제12회 미국 감독 조합상 감독상 영화부문
- 제13회 영국 아카데미 시상식 작품상
- 제17회 골든 글로브상 작품상 드라마부문
- 제32회 미국 아카데미상 감독상
- 제38회 미국 아카데미상 어빙 탤버그 상
- 제18회 미국 감독 조합상 공로상
- 미국 영화 연구소 평생공로상